# 埃巴尔
埃巴尔（法語：Esbarres，法語發音：[ebaʁ]）是法国科多尔省的一个市镇，属于博讷区。

## 地理
埃巴尔（47°5'40"N, 5°12'54"E）面积15.86 平方千米，位于法国勃艮第-弗朗什-孔泰大區科多尔省，该省份为法国中东部省份，北起奥布省，西接涅夫勒省和约讷省，南至索恩-卢瓦尔省，东南接汝拉省，东临上索恩省，东北部与上马恩省接壤。
与埃巴尔接壤的市镇（或旧市镇、城区）包括：圣于萨日、博南孔特尔、布拉泽昂普莱讷、索恩河畔沙雷、马尼莱索比尼、帕尼城、帕尼堡。
埃巴尔的时区为UTC+01:00、UTC+02:00（夏令时）。

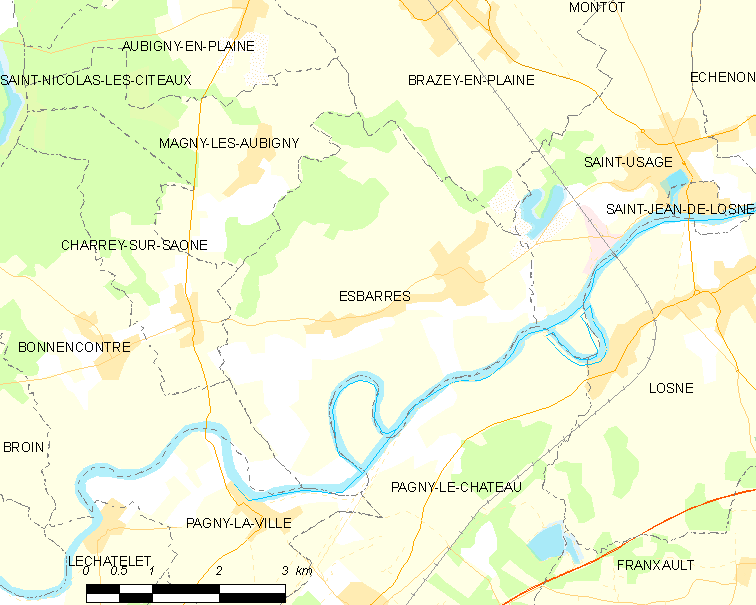
埃巴尔的OSM定位图

## 行政
埃巴尔的邮政编码为21170，INSEE市镇编码为21249。

## 政治
埃巴尔所属的省级选区为布拉泽昂普莱讷县。

## 人口

1962-2008年间埃巴尔人口变化图示

埃巴尔于2022年1月1日时的人口数量为681人。